# Mardã Sina
Mardã Sina (Mardan Sina), segundo Dinavari, ou Ial Sina (Yal Sina) segundo o Xanamé de Ferdusi, foi um oficial iraniano do final do século VI, ativo no tempo do xainxá Hormisda IV (r. 579–590).

## Vida
Em 588, um enorme exército heftalita-turco invadiu a província sassânida de Hareve. Barã Chobim recebeu o comando de 12 mil cavaleiros e fez um contra-ataque contra os turcos e os derrotou com sucesso. Mardã esteve presente e comandou a ala direita do exército. Depois de algum tempo, Barã foi derrotado pelo Império Bizantino em uma batalha às margens do rio Aras. Hormisda IV, que tinha ciúmes dele, usou essa derrota como desculpa para demiti-lo de seu cargo e o humilhou. Enfurecido, Barã rebelou-se e, devido à sua posição nobre e grande conhecimento militar, foi acompanhado por seus soldados e muitos outros, dentre eles Mardã. Segundo Ferdusi, uma das motivações à revolta foi uma profecia que ele recebeu quando saiu para caçar com Mardã e Isdigusnas. Segundo a profecia, ele estava predestinado a tornar-se xá do Império Sassânida.
Em 591, Barã foi derrotado por Cosroes II (r. 590–628), filho de Hormisda, e fugiu junto de Mardã e seus companheiros. Pouco tempo depois da derrota de Barã, o novo xá decidiu assassinar seus tios Bindoes e Bestã, que foram seus aliados durante a guerra civil. Bindoes foi assassinado com sucesso, mas Bestã fugiu ao Oriente e foi recebido por Mardã e seus companheiros que o influenciaram a iniciar uma revolta para tomar o trono. Em sua última menção, Dinavari registrou uma suposta frase dita por Mardã:
| “ | (...) por que Quisra [Cosroes] reivindicou o reino de ti, enquanto tu és filho de Sabur filho de Hurbundade da linhagem pura de Bamã filho de Isfandiade? Em verdade sois irmãos da casa de Sasano e participantes com eles no reino. | ” |